# Municipio de Barree
El municipio de Barree (en inglés: Barree Township) es un municipio ubicado en el condado de Huntingdon en el estado estadounidense de Pensilvania. En el año 2000 tenía una población de 460 habitantes y una densidad poblacional de 7.4 personas por km².

## Geografía
El municipio de Barree se encuentra ubicado en las coordenadas 40°40′00″N 77°54′59″O / 40.66667, -77.91639.

## Demografía
Según la Oficina del Censo en 2000 los ingresos medios por hogar en la localidad eran de $39,740 y los ingresos medios por familia eran de $41,818. Los hombres tenían unos ingresos medios de $29,028 frente a los $26,786 para las mujeres. La renta per cápita de la localidad era de $17,762. Alrededor del 2,8% de la población estaba por debajo del umbral de pobreza.